# ساسفا
ساسفا (به مجاری:  Szászfa) یک منطقهٔ مسکونی در مجارستان است که در بورشود-آبااوی-زمپلن واقع شده‌است.